# Wenkelmobil
Wenkelmobil fu una marca automobilistica presente dal 1903 al 1907 creata dalla Automobilwerken Schneider & Co.di Berlino. Il costruttore dei veicoli fu Max Wenkel nato nel 1874, che trovò occupazione a Giava come piantatore e creò un autoveicolo sul finire del secolo. Commercializzo i primi prodotti come veicoli motorizzati con frizione, con motori mono- bicilindrici a firma De Dion-Bouton e Fafnir.
Le utilitarie furono a raffreddamento ad aria e acqua con motore quattro tempi, in posizione anteriore o posteriore. Con potenze da 3 a 6 HP (2,2 - 4,4 kW).
Dal 1905 venne fabbricato un motore monocilindrico raffreddato ad acqua. La potenza tra 6 e 7 HP (4,4 - 5,1 kW). L'anno successivo un 9/10 PS, con motore monocilindrico di 2,25 litri di cilindrata e potenza 10 HP(7,4 kW).
Nel 1907 cessò la produzione.
Nell'archivio del Deutschen Museums München (Deutsches Museum von Meisterwerken der Naturwissenschaft und Technik) si trova un documento a firma Automobilwerke Schneider & Co.

## Fonti
- Halwart Schrader: Deutsche Autos 1886–1920. 1. Auflage. Motorbuch Verlag Stuttgart (2002). ISBN 3-613-02211-7. Seiten 374–375